# Misiones jesuíticas de Bolivia
Las misiones jesuíticas de Bolivia, también llamadas reducciones, fueron pueblos misionales fundados por la Compañía de Jesús con la finalidad de evangelizar la región, en lo que actualmente son las tierras bajas de Bolivia. Las misiones de Chiquitos y de Tarija pertenecieron a la provincia jesuítica del Paraguay, mientras que las de Moxos y el resto de Charcas pertenecían a la provincia jesuítica del Perú.
Las misiones comenzaron su función en las regiones de Chiquitos y Moxos, actualmente en los departamentos de Santa Cruz y Beni, entre 1691 y 1692, reuniendo a los indios moxeños y chiquitanos entre las etnias más importantes. El año 1681, el gobernador Benito Rivera y Quiroga halló cinco misiones (Loreto, Trinidad, San Ignacio, San Javier y San José) con 13.486 habitantes. En 1766, la población ya constituía una cantidad de 23.788.

## Jesuitas
La colonización de América fue emprendida por sacerdotes católicos de distintas órdenes religiosas, que llevaron a cabo una amplia labor evangelizadora. Entre las misiones de dichas órdenes destacaron las de los jesuitas y franciscanos, y su labor en la Chiquitania boliviana.
La Compañía de Jesús, bajo el mando de Ignacio de Loyola y por mandato del papa Paulo III, emprendió a partir de marzo de 1540 la labor de fundar reducciones y evangelizar en las tierras del Nuevo Mundo así como la incursión y descubrimiento de nuevos dominios. En Bolivia influyó fuertemente fue la búsqueda de El Dorado, o el Gran Paitití, denominativos de una mítica ciudad de oro.

## Misiones de Chiquitos
A finales del siglo XVII comenzó la creación de las misiones jesuitas en el territorio boliviano, esencialmente en la región de Chiquitos, al este y noreste del departamento de Santa Cruz, y en Moxos, ubicado en el territorio del departamento del Beni. 
Las misiones creadas en Chiquitos que existieron hasta el momento de la expulsión de los jesuitas fueron:
- San Francisco Xavier, fundada en 1691 por el jesuita José de Arce.
- San Rafael, fundada en 1696 por los padres Zea y Herbas. La iglesia se construyó entre 1749 y 1753.
- San José de Chiquitos, fundada en 1697 por los padres Felipe Suárez cerca de San Lorenzo de la Barranca. En 1745 tenía 2375 indígenas reducidos siendo su rector Bartolomé de Mora.
- San Juan Bautista, fundada en 1699.
- Concepción, fundada en 1708 por el jesuita Lucas Caballero. Pasó a la administración civil en 1768.
- San Miguel, fundada en 1721 siendo una de las reducciones más prósperas.
- San Ignacio de Loyola fue fundada en 1748 por el padre Miguel Streicher, quien reunió a chiquitanos y a un grupo de ayoreos de la misión de San Ignacio de Zamucos.
- Santiago, fundada en 1754.
- Santa Ana, fundada en 1755, su iglesia fue terminada por los indígenas luego de la expulsión de los jesuitas.
- Santo Corazón, fundada en 1760, fue la última misión chiquitana.

Otras dos reducciones ya no existían:
- San Ignacio de los Zamucos fue fundada en 1724 por los jesuitas Agustín Castañares e Ignacio Chomé con un grupo de ayoreos y abandonada en 1745.
- Santa Rosa de los Taúcas, creada en 1696, pero debido a la invasión mameluca fue fusionada ese mismo año con San Rafael.

La evangelización mediante el uso de la música renacentista y barroca tuvo gran acogida en la época y que se ha desarrollado consecutivamente hasta la actualidad, dejando un legado propio.
Entre 1767 y 1768 la Compañía de Jesús fue expulsada del Imperio español, quedando su labor incompleta y abandonada. Aunque en Argentina, Paraguay y Brasil el trabajo hecho desapareció notablemente, en Bolivia la obra se mantuvo y se desarrolló durante generaciones hasta la actualidad. 
Las «Misiones jesuíticas del Chiquitos» fueron declaradas en 1990 Patrimonio de la Humanidad por la Unesco. Señala la Unesco que, entre 1696 y 1760, seis conjuntos de reducciones (asentamientos de indios cristianizados) inspirados por las ciudades ideales de los filósofos del siglo XVI, fueron fundadas por los jesuitas en un estilo que aunaba la arquitectura católica con las tradiciones locales. Las seis que quedan (San Francisco Javier, Concepción, Santa Ana, San Miguel, San Rafael y San José) son un patrimonio vivo en el anterior territorio del Chiquitos.

Iglesia de Concepción
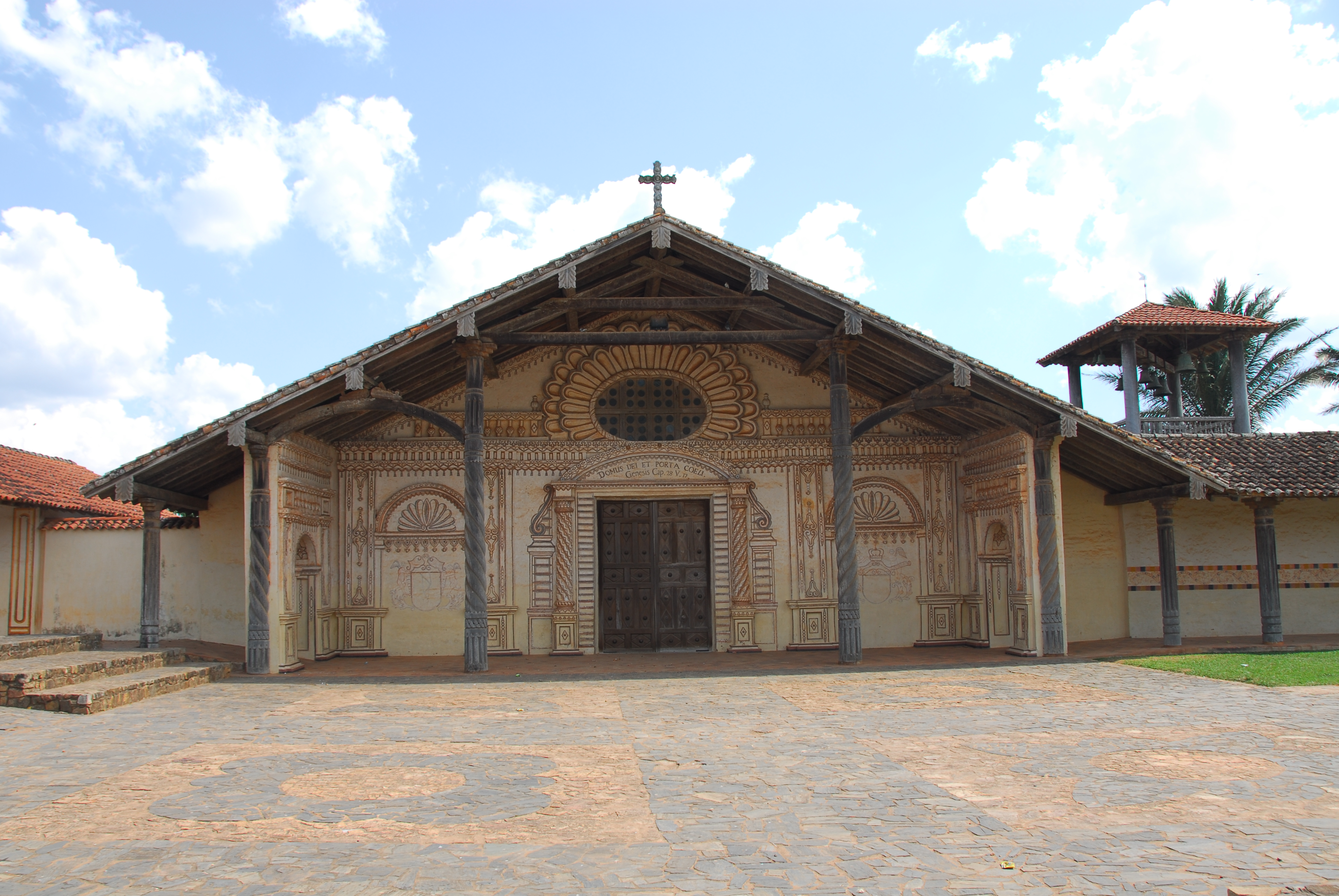
Iglesia de San Javier
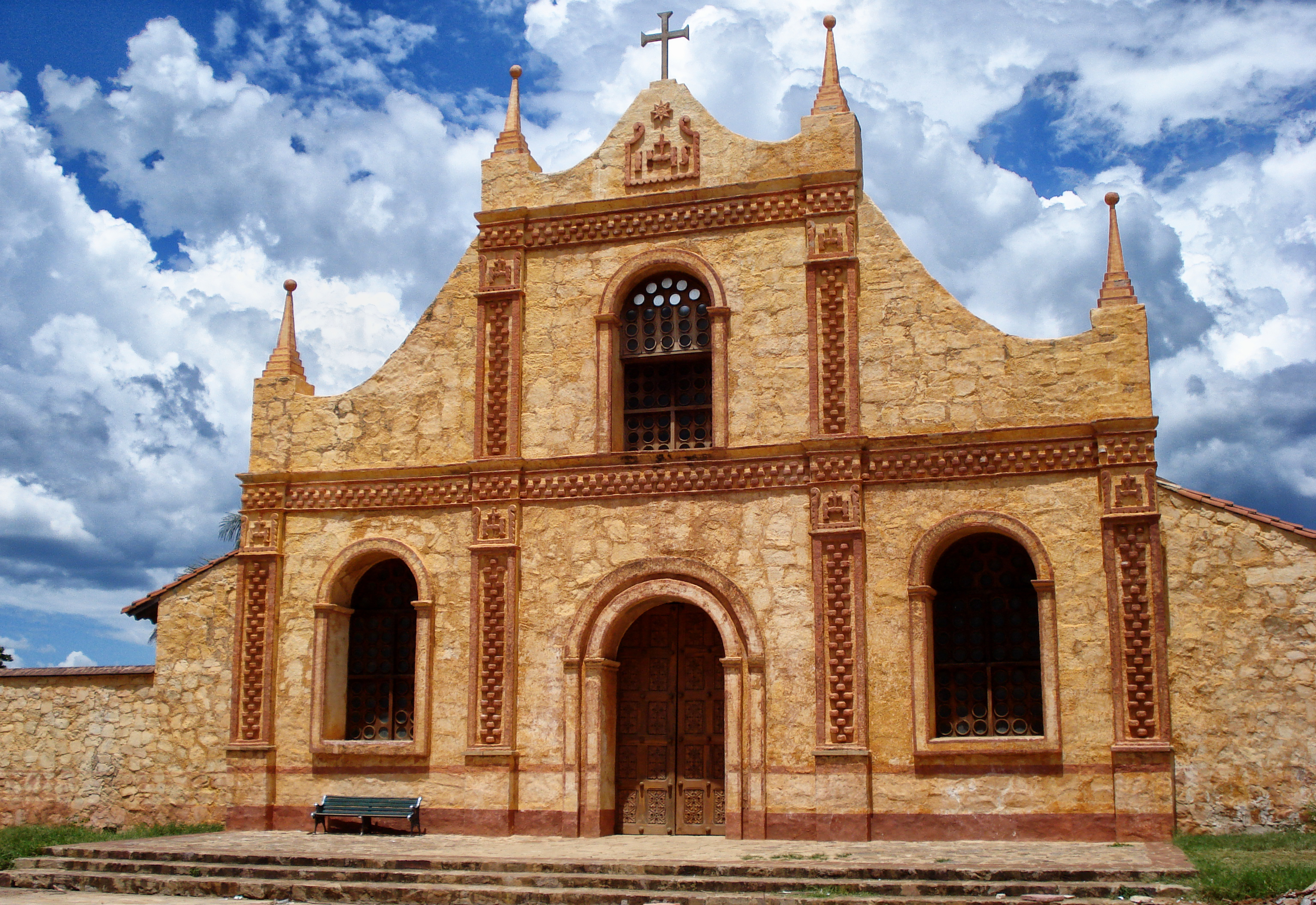
Iglesia de San José de Chiquitos
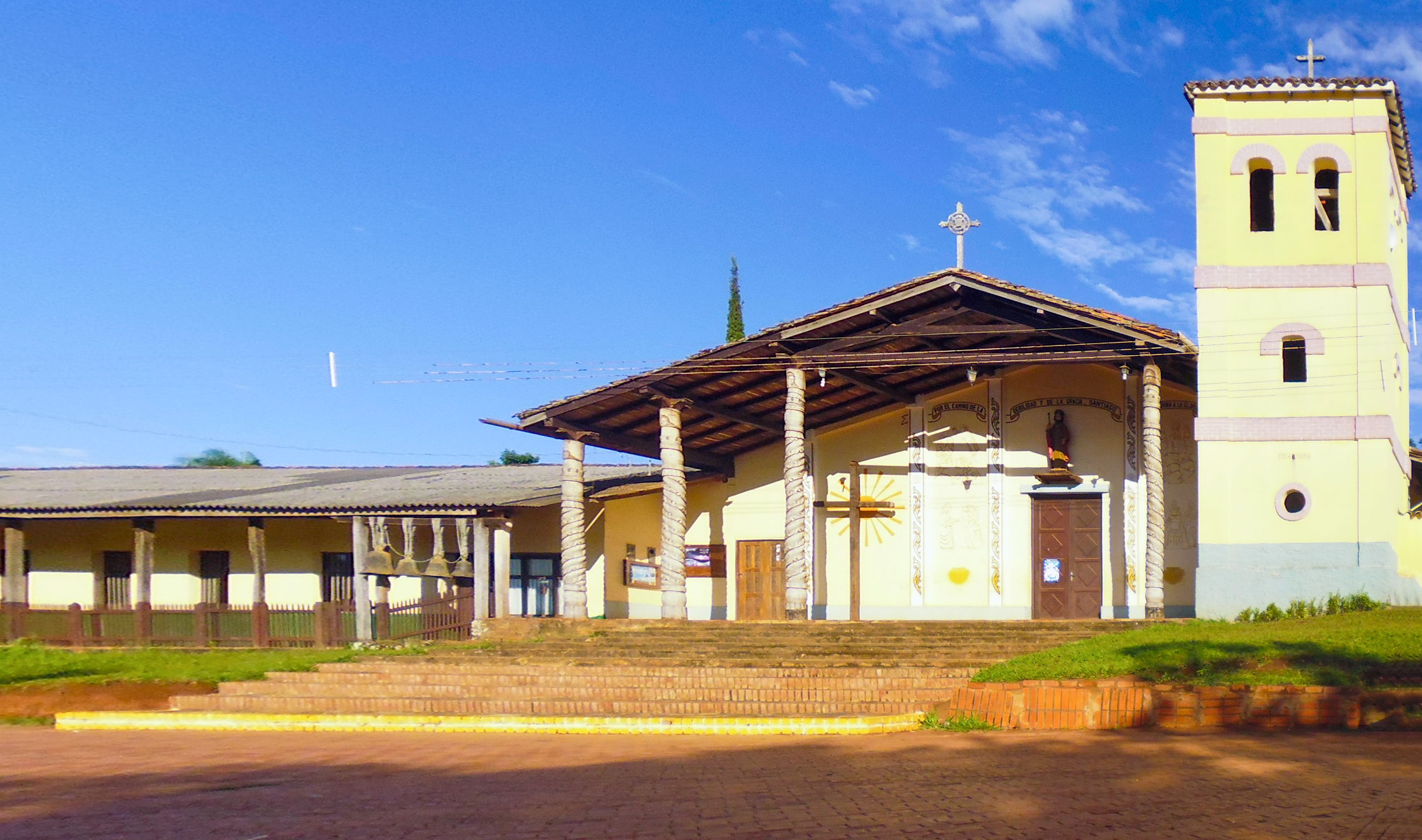
Iglesia de Santiago de Chiquitos
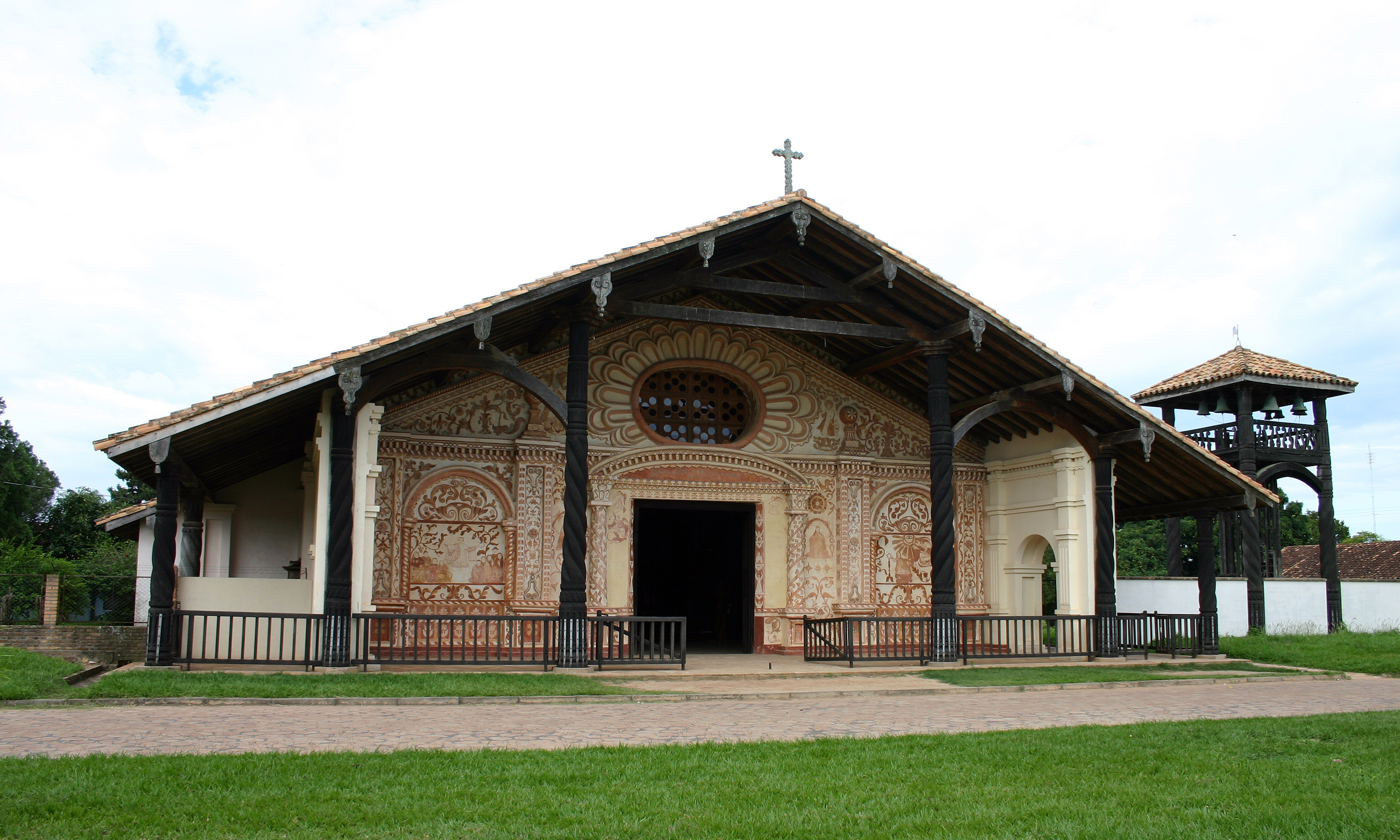
Iglesia de San Rafael de Velasco
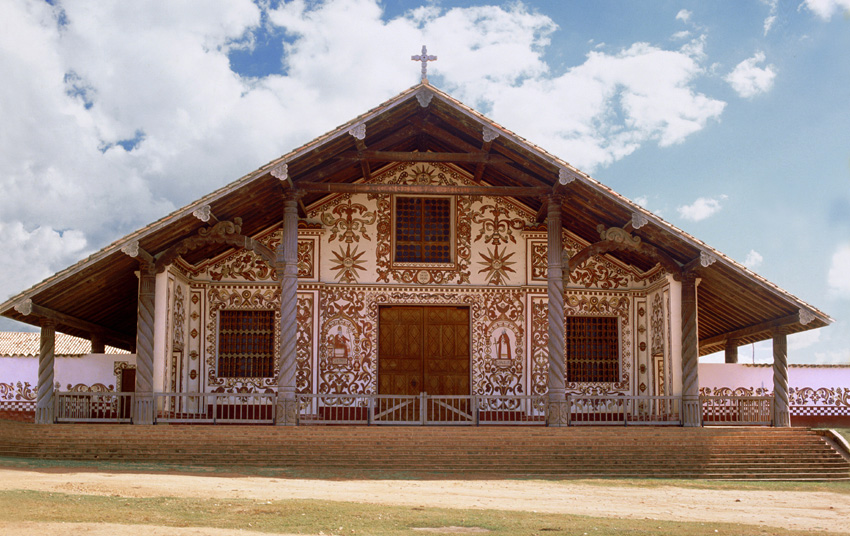
Iglesia de San Miguel de Velasco
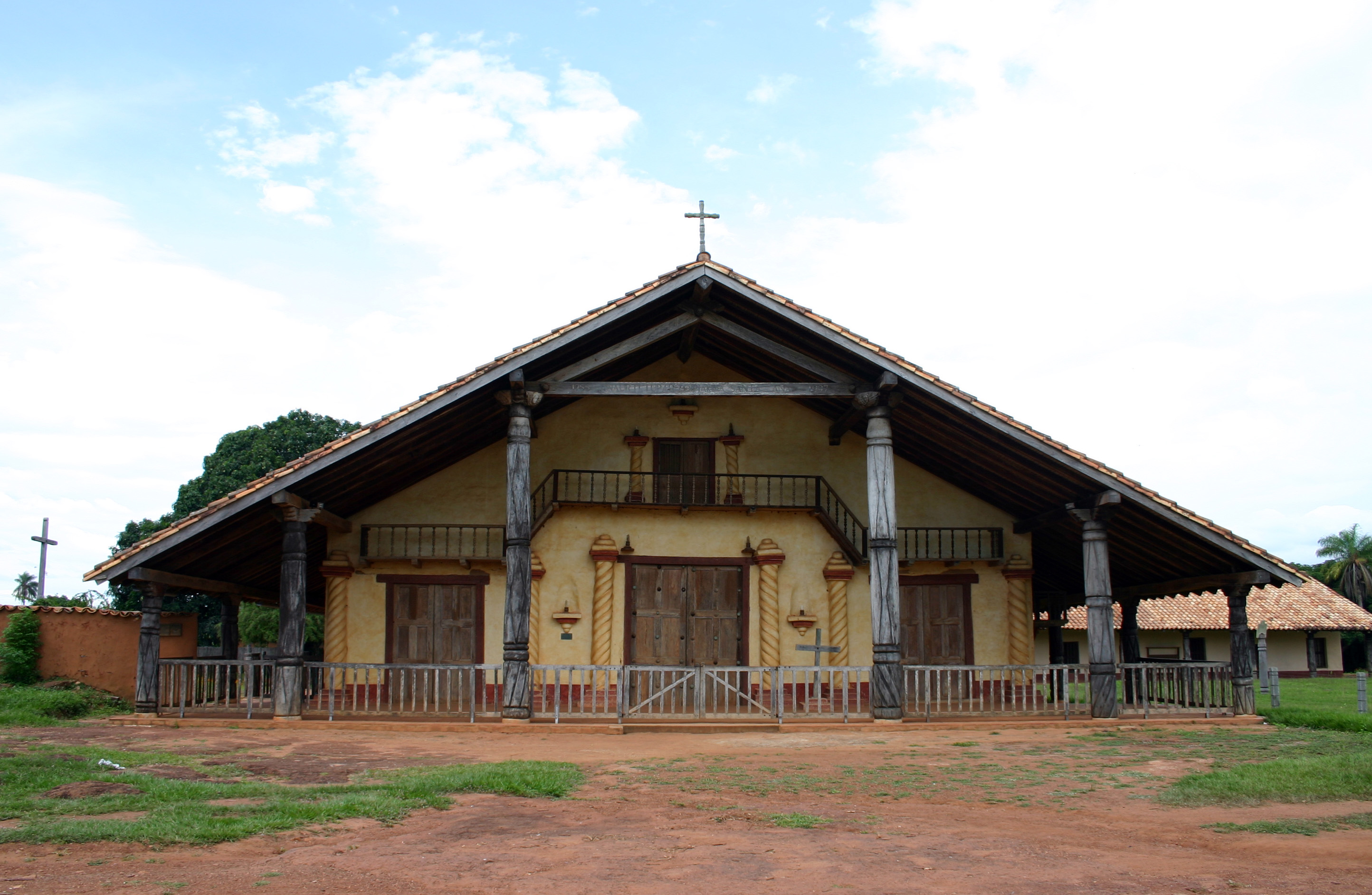
Iglesia de Santa Ana de Velasco
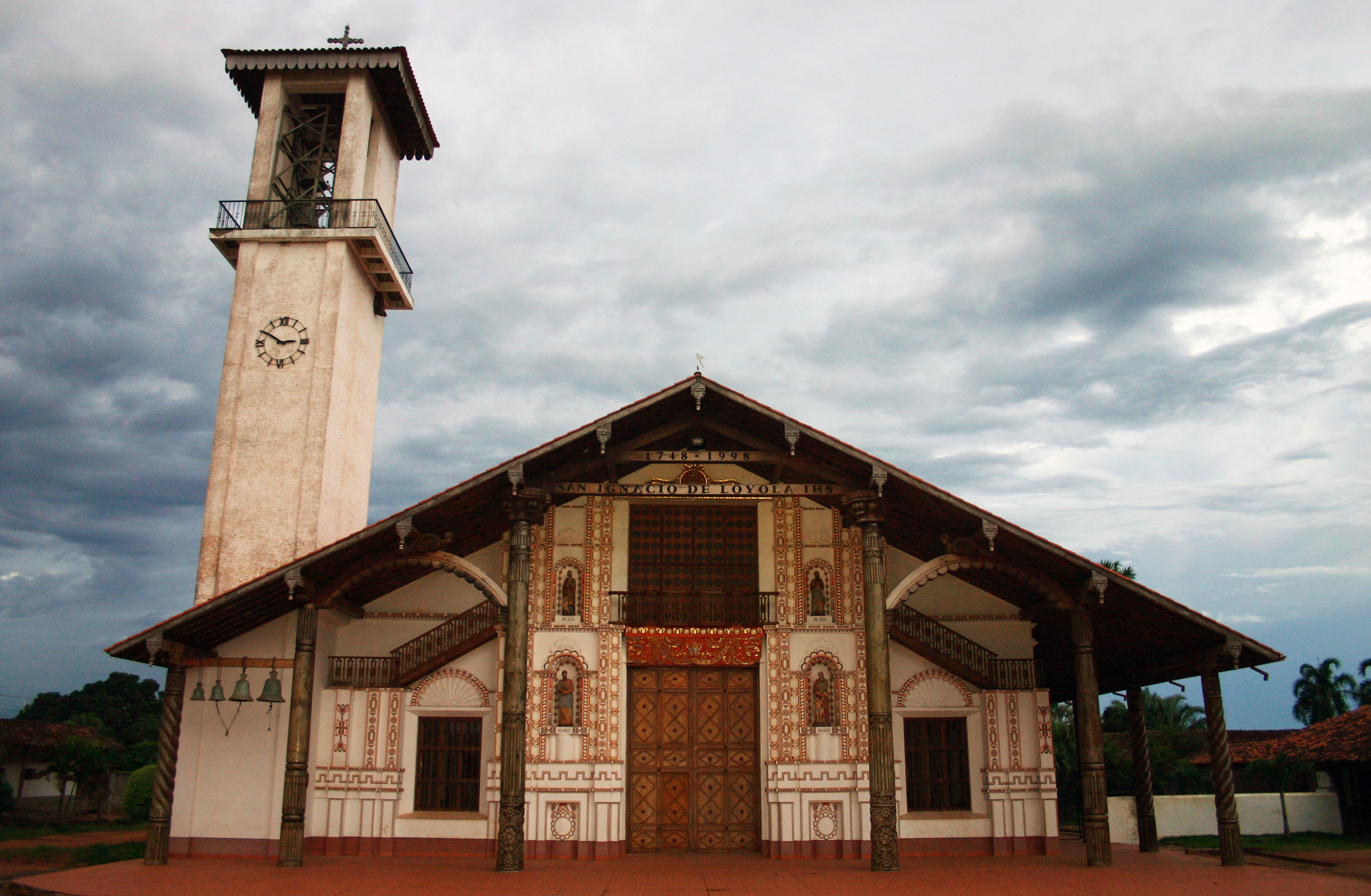
Iglesia de San Ignacio de Velasco

La mayoría de las misiones en la Chiquitania se encuentran a 5 u 8 horas de la ciudad de Santa Cruz de la Sierra, la capital del departamento de Santa Cruz. Su territorio constituye parte del pantanal y su ruta se conecta con el Mato Grosso, región al suroeste del Brasil.

## Misiones de Moxos
Al momento de la expulsión de los jesuitas en 1768 existían 15 pueblos en Moxos:
- Loreto (la primera, fundada en 1682 por los padres Pedro Marbán y Cipriano Barace)
- Santísima Trinidad (fundada en 1682 por los padres Marbán y Barace)
- San Francisco Javier
- San Pedro (indígenas de lengua canichana)
- Santa Ana
- Exaltación
- San Ignacio
- San Francisco de Borja
- Santos Reyes
- La Magdalena (de lengua itonama)
- Concepción
- San Simón
- San Joaquín
- San Nicolás
- San Martín

Existieron también dos pueblos cercanos a Santa Cruz de la Sierra: el de Desposorios (o Buena Vista, poblado por indígenas chiquitos) y el de Santa Rosa, que eran administrados por los jesuitas de Moxos, pero que se hallaban fuera de su distrito.

## Economía

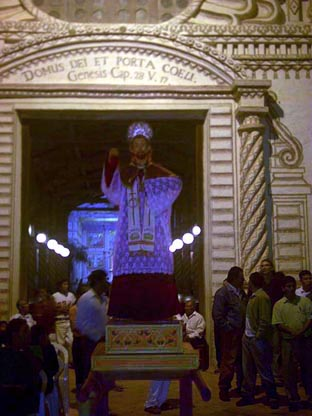
Señor de San Xavier.

Tanto en la época de la colonización como en la actualidad, la región de la Chiquitanía se ha dedicado por completo a la agricultura, ganadería, artesanía, el trabajo del cueros y de los tejidos.
En la actualidad la ganadería se ha desarrollado ampliamente, así como el procesamiento de la leche de forma industrial en una planta industrial. La artesanía y el turismo están muy relacionados desde el lanzamiento de las misiones jesuitas de la Chiquitanía realizado a mediados de 2004, con proyección hacia 2016.
Los misioneros incentivaron a los lugareños a desarrollar sus habilidades en la agricultura y ganadería, fomentando las artes manuales como el tejido, orfebrería, herrería, carpintería, escultura y pintura y la construcción de instrumentos musicales.

## Arquitectura

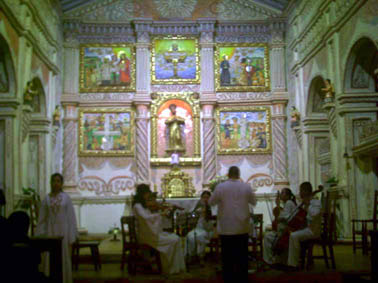
Nave principal de una de la Iglesia de San Javier.

Los cánones arquitectónicos y la distribución espacial de las misiones siguieron un esquema que fue repetido con ciertas variaciones en el resto de las reducciones misionales. La Misión de San Xavier fue la base de este estilo de organización, una estructura modular y una amplia plaza de entorno, en la cual se concentraban la iglesia, el cementerio, las escuelas, los talleres y las viviendas.
El padre suizo Martin Schmid fue el arquitecto y músico creador de las iglesias misionales, con un estilo barroco mestizo. En la construcción destaca el uso de los materiales naturales del lugar como la madera, que se usó en las columnas talladas, los púlpitos y cajonerías, y los altares bañados en oro. El tallado de las imágenes fue una labor mestiza que continuó hasta la actualidad en talleres de formación.

La iglesia, compuesta de tres naves, tiene un techo forjado de madera simple, sostenido por columnas de madera cuchi labrada, y horcones en las naves laterales, con un sistema estructural de madera casi independiente de los muros. Dicho tipo de madera posee una gran resistencia. Otros elementos, como el yeso, se usaron en los decorados de revoques planos, ondulados y falsos para asemejar la construcción barroca mediante volutas, cenefas y caracolas. El uso de la piedra volcánica es destacado en algunos enclaves.

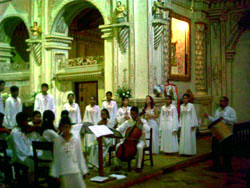
Coro misional.

La iglesia de la misión de San Rafael tiene ornamentos de oro y mica y en su altar lateral derecho se halla la escultura más importante de las misiones de Chiquitos, la de la Virgen María.
       
En San José de Chiquitos la Unesco declaró Patrimonio Cultural de la humanidad al conjunto arquitectónico de la iglesia, el campanario, la capilla mortuoria y las bóvedas, cuya construcción necesitó de 5000 personas. 
La iglesia de Concepción fue construida entre 1753 y 1756 por Martín Schmidt y reconstruida por Hans Roth en 1975. La iglesia de San Miguel fue terminada en 1754 y entre 1979 y 1983 reconstruida. El altar de la iglesia de San Ignacio de Loyola fue diseñado por el padre Martín Schmidt y fue conocido como el más hermoso de la Chiquitanía.

## Turismo
El turismo se ha convertido en una fuente importante de ingresos en la región, mejorando las infraestructuras. Destacan la riqueza cultural del recorrido misional y los festivales de música. Existen además numerosos atractivos naturales, como ríos, lagunas, aguas termales, cavernas y cataratas.

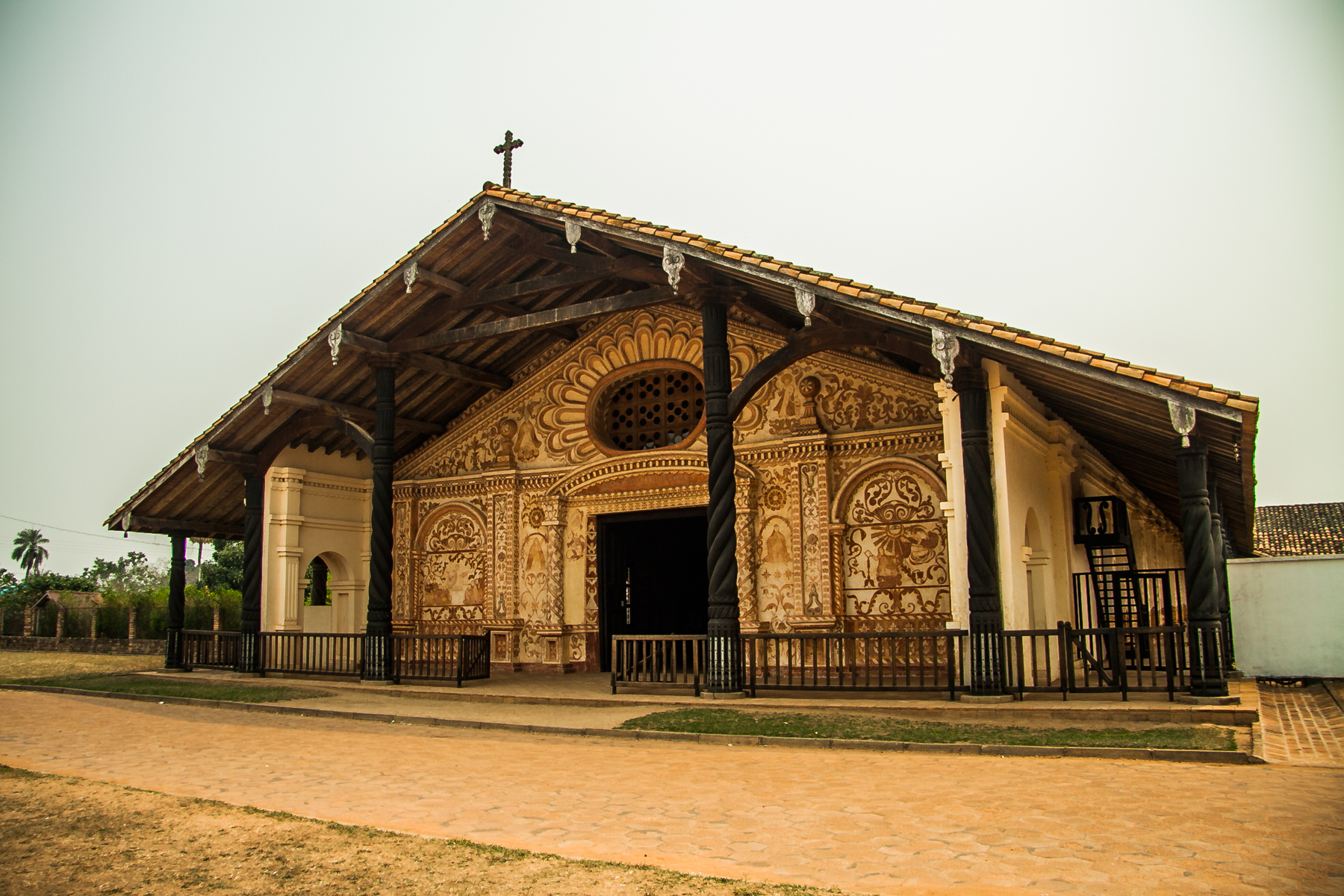
Iglesia de San Rafael.

Tanto las autoridades bolivianas como organizaciones sin fines de lucro llevan a cabo el lanzamiento turístico de la zona. Desde 1996 y cada 2 años, se realiza el Festival Internacional de Música Renacentista y Barroca Americana, organizado por la Asociación Pro Arte y Cultura (APAC), una institución sin ánimos de lucro. A mediados de 1975 se llevó a cabo la restauración de la iglesia de la Concepción, en cuyo transcurso se encontraron 6000 partituras de música pertenecientes a los siglos XVII y XVIII. Posteriormente, otras 6000 partituras fueron halladas en Moxos y finalmente unas 10 000 en San Xavier. En 2006 el festival incluyó la interpretación de muchas de estas obras. La evolución del festival es la siguiente:
|            | 1996   | 1998   | 2000   | 2002   | 2004   |
| ---------- | ------ | ------ | ------ | ------ | ------ |
| Grupos     | 14     | 32     | 28     | 30     | 42     |
| Conciertos | 32     | 68     | 76     | 77     | 122    |
| Músicos    | 355    | 517    | 402    | 400    | 980    |
| Países     | 8      | 14     | 14     | 17     | 21     |
| Sedes      | 3      | 9      | 9      | 14     | 16     |
| Público    | 12 000 | 20 000 | 30 000 | 40 500 | 70 000 |

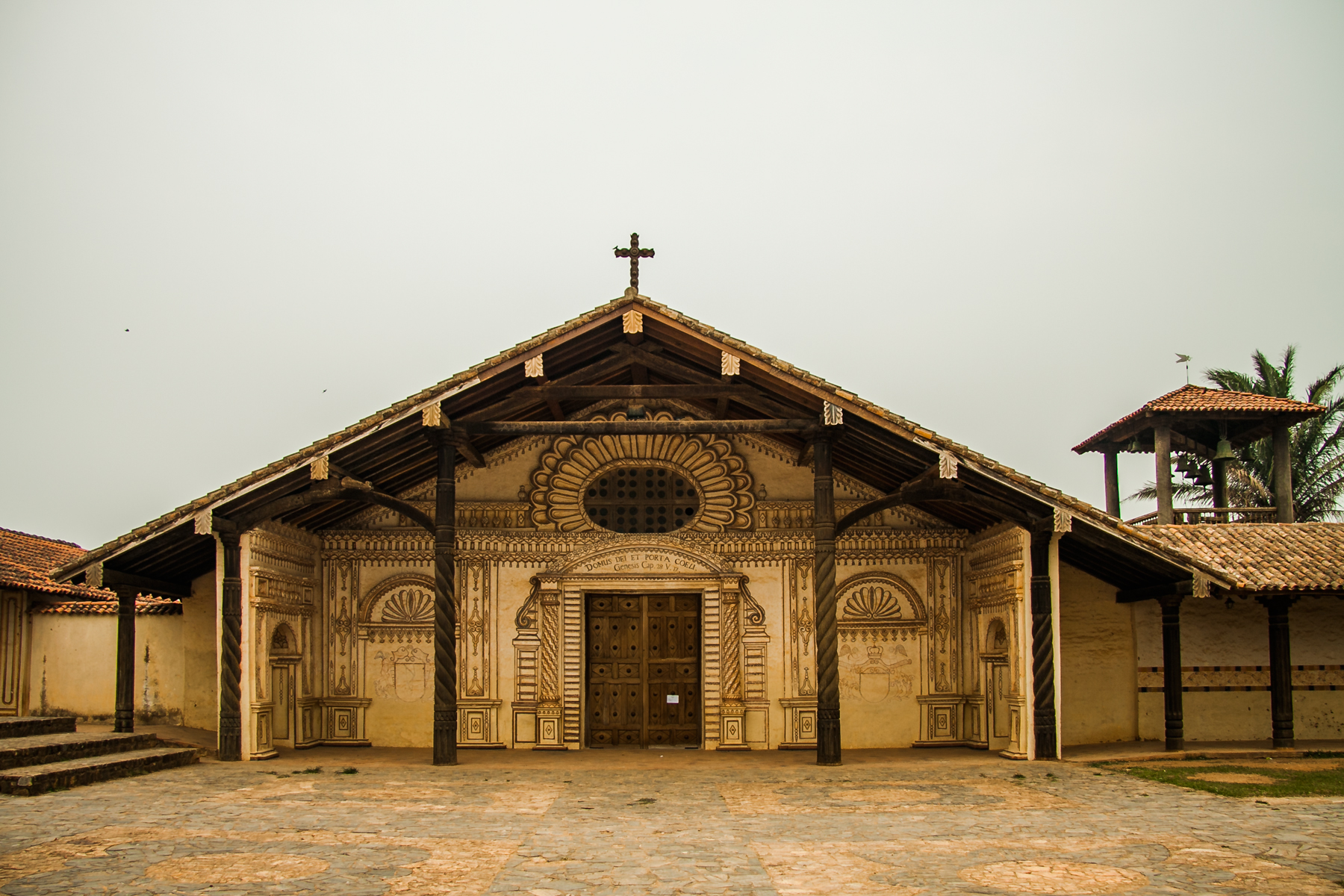
Iglesia de San Xavier.

El festival es realizado en diferente plazas Misionales, incluso en la plaza principal de la ciudad de Santa Cruz de la Sierra. Compiten diferentes orquestas de varios países. Una de las orquestas locales es la Orquesta Urubichá, integrada por personas nativas de las misiones y que usan instrumentos manufacturados por ellos mismos, construcidos según los planos dejados por los misioneros jesuitas.